# 阿克塔內什區

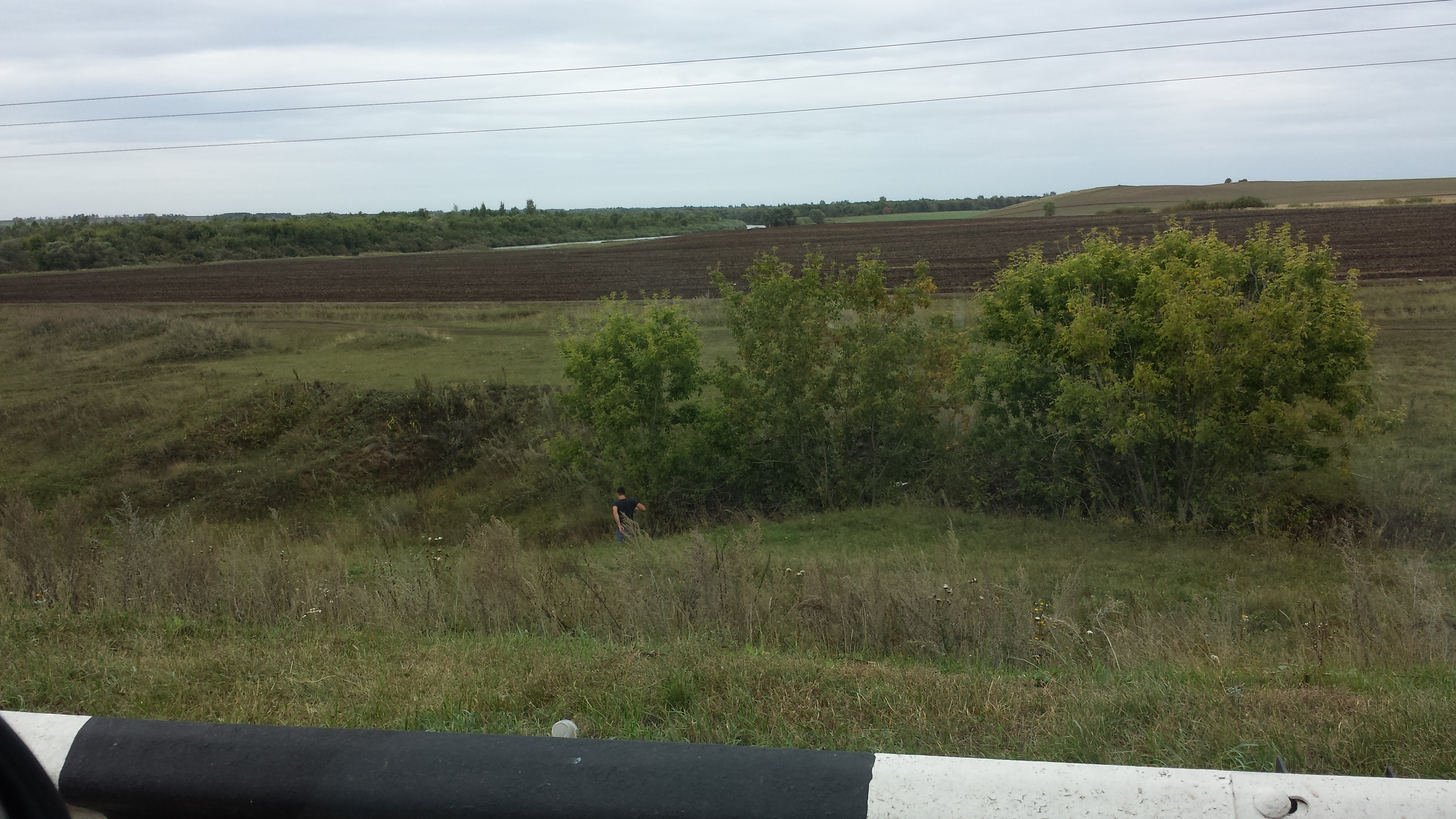

55°41′N 53°51′E / 55.683°N 53.850°E
阿克塔內什區（俄语：Актанышский район），是俄羅斯的一個區，位於該國西部，由韃靼斯坦共和國負責管轄，面積2,037.8平方公里，2010年人口31,971，人口密度每平方公里15.69人。